# Линейные корабли типа Bellona
Тип линейных кораблей Bellona — пять линейных кораблей третьего ранга, построенных для Королевского флота Томасом Слейдом по проекту, утверждённому 31 января 1758 года. Три корабля были заказаны 28 декабря 1757 года и заложены в марте-мае 1758 года. Еще два корабля этого типа были заказаны 13 декабря 1758 года вместе с двумя кораблями нового проекта Слейда - типа Arrogant. Корабли типа Bellona были первым проектом британских 74-пушечных кораблей с длиной главной орудийной палубы в 168 футов (51 м), что положило начало созданию судов такого размера. Несколько последующих типов кораблей, разработанных Слейдом, были очень похожи на тип Bellona, лишь с небольшими изменениями, в основном касающимися подводной части корпуса - самые многочисленные из этих кораблей - суда типа Arrogant и Elizabeth.

## Корабли
- HMS Bellona

Строитель: королевская верфь в Чатеме

Заказан: 28 декабря 1757 года

Заложен: 10 мая 1758 года

Спущён на воду: 19 февраля 1760 года

Закончен: 6 апреля 1760 года

Выведен: разобран, 1814 год

- HMS Dragon

Строитель: королевская верфь в Дептфорде

Заказан: 28 декабря 1757 года

Заложен: 28 марта 1758 года

Спущён на воду: 4 марта 1760 года

Закончен: 19 апреля 1760 года

Выведен: продан на слом в 1784 году

- HMS Superb

Строитель: королевская верфь в Дептфорде

Заказан: 28 декабря 1757 года

Заложен: 12 апреля 1758 года

Спущён на воду: 27 октября 1760 года

Закончен: 19 декабря 1760 года

Выведен: получил пробоину и затонул на рейде Бомбея в 1783 году

- HMS Kent

Строитель: королевская верфь в Дептфорде

Заказан: 13 декабря 1758 года

Заложен: 24 апреля 1759 года

Спущён на воду: 26 марта 1762 года

Закончен: 8 июля 1762 года

Выведен: продан на слом в 1784 году

- HMS Defence

Строитель: королевская верфь в Плимуте

Заказан: 13 декабря 1758 года

Заложен: 14 мая 1759 года

Спущён на воду: 31 марта 1763 года

Закончен: 19 октября 1770 года

Выведен: разбился в шторм у берегов Ютландии в 1811 году